# Асинхронная машина

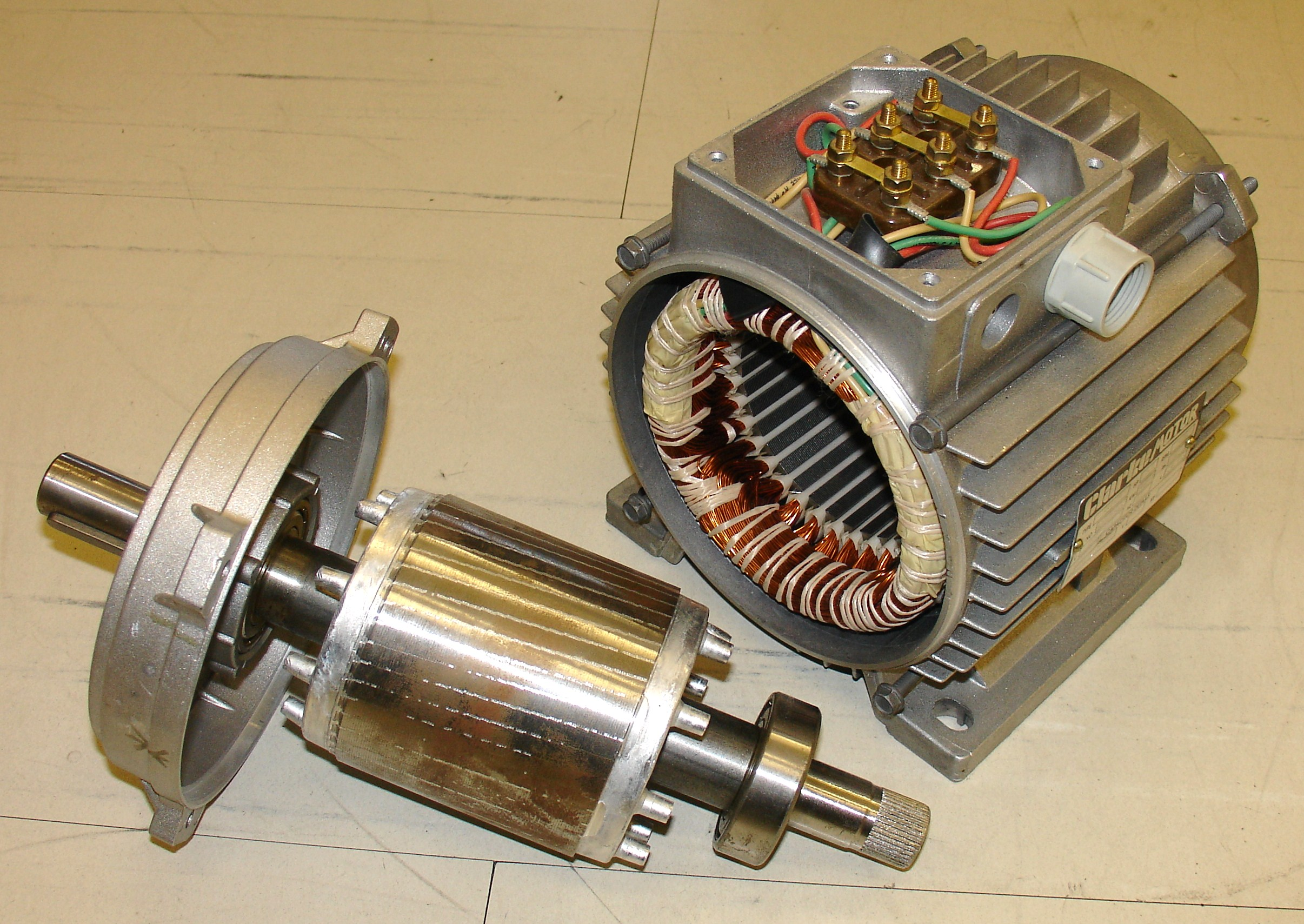
Ротор и статор трёхфазной асинхронной машины 0,75 кВт, 1420 об/мин, 50 Гц, 230—400 В (230 В - при соединении "треугольником", 400 В - при соединении "звездой"), 3,4—2,0 A

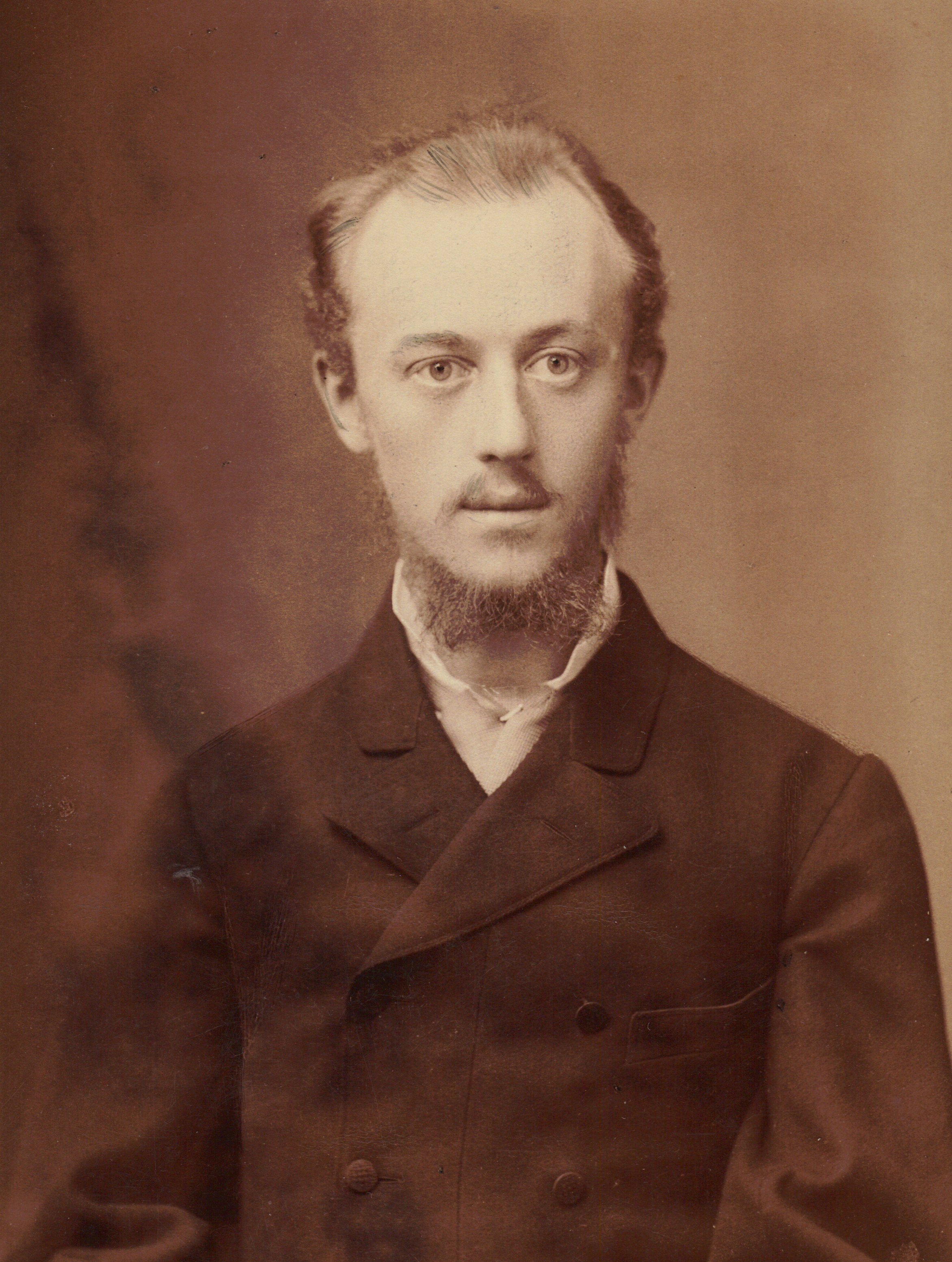
Михаил Осипович Доливо-Добровольский — русский электротехник, изобретатель современного трёхфазного асинхронного двигателя.

Асинхро́нный электродвигатель (также Асинхро́нная машина) — электрический двигатель переменного тока, частота вращения ротора которого (в двигательном режиме) меньше частоты вращения магнитного поля, создаваемого током обмотки статора. Помимо асинхронных двигателей, существуют также и асинхронные генераторы, и асинхронные расщепители фаз, позволяющие из однофазного напряжения получить трёхфазное - такие расщепители фаз применялись до появления инверторов на электровозах переменного тока.
Второе название асинхронных двигателей — индукционные, это обусловлено тем, что ток в обмотке ротора индуцируется вращающимся полем статора. Асинхронные машины сегодня составляют бо́льшую часть электрических машин, применяются главным образом в качестве электродвигателей (в том числе тяговых электродвигателей на железнодорожном транспорте, в метрополитене, на трамваях, троллейбусах, электробусах, электромобилях и гибридах) и являются основными преобразователями электрической энергии в механическую, в подавляющем большинстве это асинхронные двигатели с короткозамкнутым ротором (АДКЗ).
Принцип действия асинхронного двигателя заключается в том, что ток в обмотках статора создаёт вращающееся магнитное поле. Это поле наводит в роторе ток, который начинает взаимодействовать с магнитным полем таким образом, что ротор начинает вращаться в ту же сторону, что и магнитное поле так, чтобы поля статора и ротора стали взаимно неподвижными. В двигательном режиме частота вращения ротора немного меньше, а в генераторном режиме — больше частоты вращения магнитного поля. При равенстве скоростей поле перестаёт наводить в роторе ток, и на ротор перестаёт действовать сила Ампера. Отсюда и название — асинхронный двигатель (в отличие от синхронного, частота вращения которого совпадает с частотой магнитного поля). Относительная разность скоростей вращения ротора и частоты переменного магнитного поля называется скольжением. В установившемся двигательном режиме скольжение невелико: 1-8 % в зависимости от мощности.
Аналогично линейному асинхронному двигателю работает индукционный насос, предназначенный для перекачивания металлических расплавов.

## История

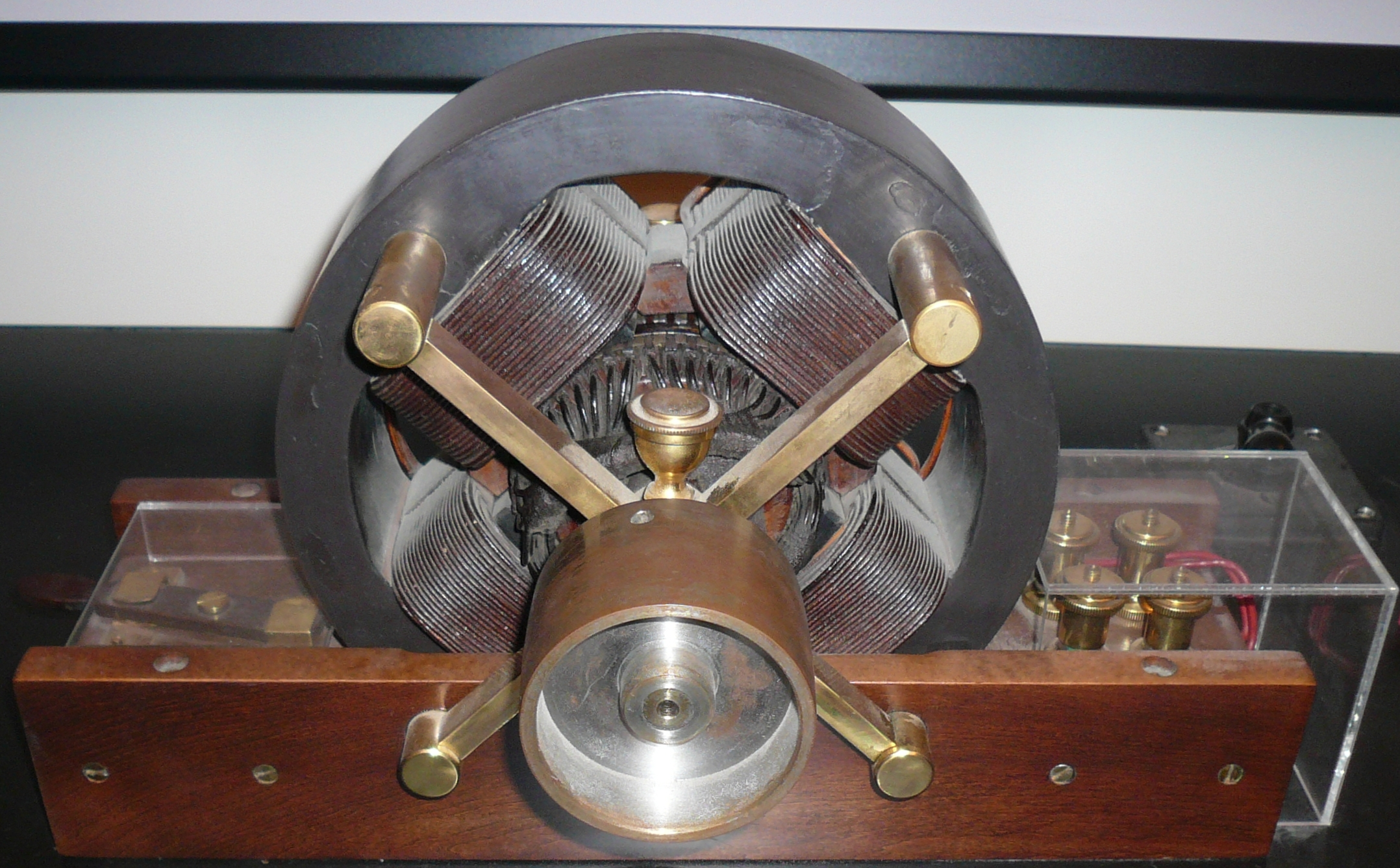
Модель индукционного (двухфазного) двигателя Н. Теслы. Музей Николы Теслы, Белград

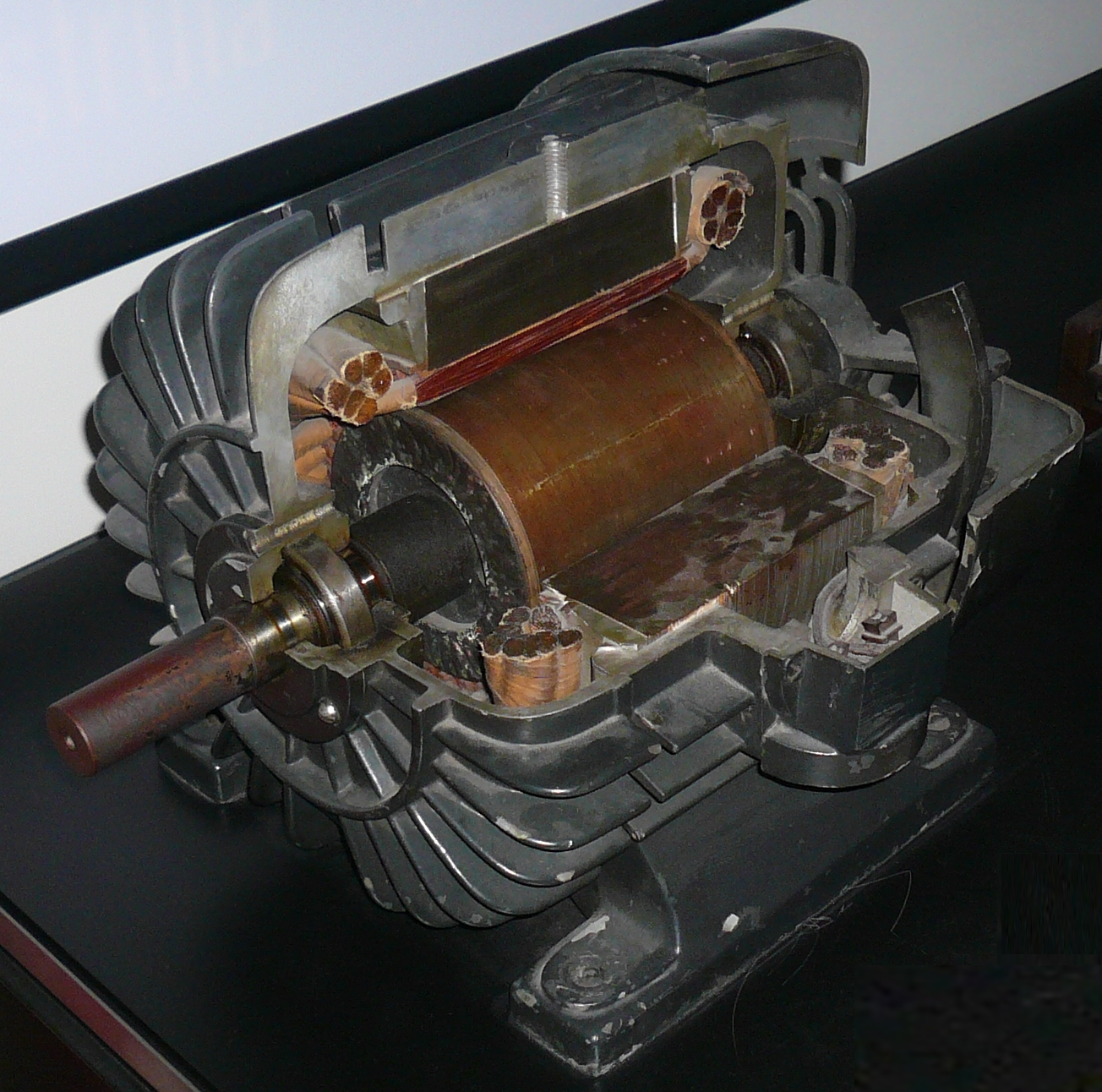
Трёхфазный асинхронный двигатель Н. Теслы. Музей Николы Теслы, Белград

В 1888 году Галилео Феррарис опубликовал свои исследования в статье для Королевской академии наук в Турине (в том же году Тесла получил патент США), в которой изложил теоретические основы асинхронного двигателя. Заслуга Феррариса в том, что, сделав ошибочный вывод о небольшом КПД асинхронного двигателя и о нецелесообразности применения систем переменного тока, он привлек внимание многих инженеров к проблеме совершенствования асинхронных машин. Статья Галилео Феррариса, опубликованная в журнале «Атти ди Турино», была перепечатана английским журналом и в июле 1888 года попала на глаза выпускнику Дармштадтского высшего технического училища, выходцу из Российской Империи Михаилу Осиповичу Доливо-Добровольскому. Уже в 1889 году Доливо-Добровольский получил патент на трёхфазный асинхронный двигатель с короткозамкнутым ротором типа «беличье колесо» (германский патент № 51083 от 8 марта 1889 года под названием «Anker für Wechselstrommotoren»), а в 1890-м — патенты в Англии № 20425 и Германии № 75361 на фазный ротор с кольцами и пусковыми устройствами. Данные изобретения открыли эру массового промышленного применения электрических машин. В 1903 году в Новороссийске построен элеватор с первой в мире промышленной сетью переменного трёхфазного тока, все установки которой изготовлены под руководством Доливо-Добровольского. На данном элеваторе, также впервые в мире, применены трёхфазные трансформаторы и асинхронные двигатели с фазным ротором. В настоящее время асинхронный двигатель Доливо-Добровольского (с короткозамкнутым ротором) является самым распространённым электродвигателем.

## Достоинства и недостатки
Достоинства и недостатки асинхронного двигателя с короткозамкнутым ротором по сравнению с машинами других типов:
Достоинства:
1. Простота изготовления.
2. Относительная дешевизна.
3. Высокая надёжность в эксплуатации.
4. Невысокие эксплуатационные затраты.
5. Возможность включения в сеть без каких-либо преобразователей (для нагрузок, не нуждающихся в регулировке скорости).

Все вышеперечисленные достоинства являются следствием отсутствия механических коммутаторов в цепи ротора и привели к тому, что большинство электродвигателей, используемых в промышленности — это асинхронные машины с КЗ ротором.
Недостатки асинхронного двигателя обусловлены жёсткой характеристикой:
1. Небольшой пусковой момент.
2. Значительный пусковой ток (может достигать 6 номиналов и более).
3. Отсутствие возможности регулирования скорости при подключении непосредственно к сети и ограничение максимальной скорости частотой сети (для АДКЗ, питаемых непосредственно от трёхфазной сети 50 Гц — 3000 об/мин). Примерно в 2010 году американская фирма DeWalt запатентовала и выпустила ряд двигателей асинхронного типа с регулировкой частоты вращения.[источник не указан 1420 дней]
4. Сильная зависимость (квадратичная) электромагнитного момента от напряжения питающей сети (при изменении напряжения в 4 раза вращающий момент изменяется в 16 раз; у ДПТ вращающий момент зависит от напряжения питания якоря в первой степени (при изменении напряжения в 3 раза вращающий момент изменяется также в 3 раза), что более благоприятно).
5. Низкий коэффициент мощности (он же cosφ, указываемый на шильдике электродвигателя, "косинус Фи").

Самый совершенный подход к устранению вышеуказанных недостатков — питание двигателя от статического частотного преобразователя.

## Конструкция
Асинхронная машина имеет статор и ротор, разделённые воздушным зазором. Её активными частями являются обмотки и магнитопровод (сердечник); все остальные части — конструктивные, обеспечивающие необходимую прочность (корпус, крепëжные изделия), жёсткость, охлаждение (вентилятор и оребрение корпуса), возможность вращения (подшипники) и т. п.
Обмотка статора представляет собой чаще всего трёхфазную, реже двухфазную (в общем случае — многофазную) обмотку, проводники которой равномерно распределены по окружности статора и пофазно уложены в пазах с угловым расстоянием 120 °. Известна и совмещённая обмотка, позволяющая повысить КПД двигателя. Фазы обмотки статора соединяют по стандартным схемам «треугольник» или «звезда» и подключают к сети трёхфазного тока. Магнитопровод статора перемагничивается в процессе изменения тока в обмотке статора, поэтому его набирают из покрытых электроизоляционным лаком тонких пластин электротехнической стали для обеспечения минимальных магнитных потерь и потерь на вихревые токи. Основным методом сборки магнитопровода в пакет является шихтовка.
По конструкции ротора асинхронные машины подразделяют на два основных типа: с короткозамкнутым ротором и с фазным ротором. Оба типа имеют одинаковую конструкцию статора и отличаются лишь исполнением обмотки ротора. Магнитопровод ротора выполняется аналогично магнитопроводу статора — из пластин электротехнической стали.

### Асинхронный двигатель с короткозамкнутым ротором

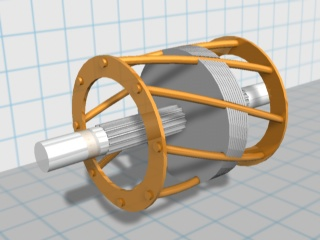
Ротор асинхронной машины. Стержни «беличьей клетки» наклонены к оси вращения для уменьшения пульсации момента вращения

Короткозамкнутая обмотка ротора, часто называемая «беличье колесо» («беличья клетка») из-за внешней схожести конструкции, состоит из алюминиевых (реже медных, латунных) стержней, замкнутых накоротко с торцов двумя кольцами. Стержни этой обмотки вставляют в пазы сердечника ротора. Сердечники ротора и статора имеют зубчатую структуру. В машинах малой и средней мощности обмотку обычно изготавливают путём заливки расплавленного алюминиевого сплава в пазы сердечника ротора. Вместе со стержнями «беличьего колеса» отливают короткозамыкающие кольца и торцевые лопасти, осуществляющие вентиляцию и охлаждение машины. В машинах большой мощности «беличье колесо» выполняют из медных стержней, концы которых соединяют с короткозамыкающими кольцами при помощи сварки.
Зачастую пазы ротора или статора делают скошенными для уменьшения высших гармонических ЭДС, вызванных пульсациями магнитного потока из-за наличия зубцов, магнитное сопротивление которых существенно ниже магнитного сопротивления обмотки, а также для снижения шума, вызываемого магнитными причинами.
Для улучшения пусковых характеристик асинхронного электродвигателя с короткозамкнутым ротором, а именно, увеличения пускового момента и уменьшения пускового тока, на роторе ранее применялась так называемая «двойная беличья клетка» из стержней с разными удельными проводимостями, позже стали применять роторы со специальной формой паза (глубокопазные роторы). При этом внешняя от оси вращения часть паза ротора имеет меньшее сечение, чем внутренняя. Это позволяет использовать эффект вытеснения тока, за счёт которого увеличивается активное сопротивление обмотки ротора при больших скольжениях (в частности, при пуске).
Асинхронные двигатели с короткозамкнутым ротором при прямом пуске (без регулирования) имеют небольшой пусковой момент и значительный пусковой ток, что является существенным их недостатком. Поэтому их применяют в тех электрических приводах, где не требуются большие пусковые моменты, например, для привода вентиляторов малой и средней мощности, насосов. С развитием силовой полупроводниковой техники получают распространение частотные преобразователи, которые позволяют плавно наращивать частоту питающего двигатель тока по мере пуска, а значит достигать большого пускового момента, такие двигатели часто применяются, например, в лифтах, на вентиляторах большой мощности, в приводе конвейеров. Из достоинств следует отметить лёгкость в изготовлении, и отсутствие электрического контакта с динамической частью машины, что гарантирует долговечность и снижает затраты на обслуживание. При специальной конструкции ротора, когда вращается в воздушном зазоре только полый цилиндр из алюминия, можно достичь малой инерционности двигателя. Асинхронный двигатель с полым ротором используется для точных механизмов, таких как различная авионика (микродвигатели типа ДИД - двухфазные управляемые индукционные двигатели с частотой питающего тока 400 Гц и действующим значением напряжения 36 В и ДГ - со встроенным тахогенератором), и имеют практически всегда небольшую мощность (до 5 ватт), в других приложениях в качестве безынерционного привода выгоднее двигатели постоянного тока с полым бескаркасным якорем (двигатели типа ДПР).
Разновидностью АДКЗ, позволяющей ступенчато регулировать скорость, являются многоскоростные двигатели, в которых регулирование скорости производится изменением числа пар полюсов в статоре, для чего были разработаны специальные
виды обмоток. В быту имеет частое применение - практически любой бытовой напольный вентилятор позволяет регулировать скорость вращения, и эта регулировка производится таким образом (переключением обмоток), поскольку нерационально использовать для таких целей дорогой и сложный частотный преобразователь. Ранее такие двигатели использовались для лифтов - большее число полюсов использовалось для снижения скорости для точного позиционирования кабины на этаже, сейчас такие двигатели на новых лифтах не применяются. 
Именно асинхронные двигатели с короткозамкнутым ротором из-за своих вышеперечисленных достоинств являются основным видом двигателей в промышленном электроприводе, применение остальных видов двигателей незначительно и носит узкоспециальный характер.

#### Асинхронный двигатель с массивным ротором
Существует разновидность асинхронных машин с массивным ротором. Такой ротор изготавливают полностью из ферромагнитного материала, то есть фактически это стальной цилиндр. Ферромагнитный ротор одновременно выполняет роль как магнитопровода, так и проводника (вместо обмотки). Вращающееся магнитное поле индуцирует в роторе вихревые токи, которые, взаимодействуя с магнитным потоком статора, создают вращающий момент.
Достоинства:
- Простота изготовления, дешевизна;
- Высокая механическая прочность (важно для высокоскоростных машин);
- Высокий пусковой момент.

Недостатки:
- Большие потери энергии в роторе, следовательно низкий КПД;
- Низкий коэффициент мощности.

Особенности:
- Имеют пологую механическую характеристику
- Ротор значительно нагревается даже при небольших нагрузках и на холостом ходу.

Существуют разные способы улучшения массивных роторов: припаивание медных колец по торцам, покрытие ротора слоем меди.
Разновидностью двигателей с массивным ротором можно считать двигатели с полым ротором. В них, с целью уменьшения массы и момента инерции, ротор изготовлен в виде полого цилиндра из ферромагнитного материала. Толщина стенок должна быть не меньше, чем глубина проникновения поля в рабочих режимах, для 50 Гц это 1—3 мм.

### Асинхронный двигатель с фазным ротором
Эта разновидность электродвигателя допускает плавную регулировку скорости в широких пределах.
Фазный ротор имеет многофазную (как правило, трёхфазную) обмотку, обычно соединённую по схеме «звезда» и выведенную на контактные кольца. С помощью щёток, скользящих по этим кольцам, в цепь обмотки ротора включается внешняя регулирующая цепь, которая позволяет управлять скоростью ротора. Благодаря введению сопротивления в цепь ротора можно значительно повысить пусковой момент. После пуска пусковой реостат выводится из цепи, и обмотки замыкаются накоротко, в некоторых двигателях предусмотрен специальный механизм, который замыкает между собой контактные кольца. 
Элементами данной цепи являются:
- пускорегулирующий реостат, выполняющий роль добавочного активного сопротивления, одинакового для каждой фазы. Снижая пусковой ток, добиваются увеличения пускового момента до максимального значения (в первый момент времени). Такие двигатели применяются для привода механизмов, которые пускают в ход при большой нагрузке или требующих плавного регулирования скорости. Такое регулирование скорости по характеристикам аналогично реостатному регулированию скорости в ДПТ изменением сопротивления в цепи якоря.
- индуктивности (дроссели) в каждой фазе ротора. Сопротивление дросселей пропорционально частоте протекающего тока, а, как известно, в роторе в первый момент пуска частота токов скольжения наибольшая. По мере раскрутки ротора частота индуцированных токов снижается, и вместе с нею снижается сопротивление дросселя. Индуктивное сопротивление в цепи фазного ротора позволяет автоматизировать процедуру запуска двигателя, а при необходимости — «подхватить» двигатель, у которого упали обороты из-за перегрузки. Индуктивность держит токи ротора на постоянном уровне.
- источники постоянного тока, получая таким образом синхронную машину.
- питание от инвертора, что позволяет управлять скоростью и электромагнитным моментом двигателя. Это особый режим работы (машина двойного питания). Возможно включение напряжения сети без инвертора в протифазе статору.

### Двигатель Шраге-Рихтера
Трёхфазный коллекторный асинхронный двигатель с питанием со стороны ротора.
Обращенный (питание с ротора) асинхронный двигатель, позволяющий плавно регулировать скорость от минимальной (диапазон определяется обмоточными данными добавочной обмотки, используемой для получения добавочной ЭДС, вводимой с частотой скольжения во вторичную цепь машины) до максимальной, лежащей обычно выше скорости синхронизма. Физически производится изменением раствора двойного комплекта щёток на каждую «фазу» вторичной цепи двигателя. Таким образом, переставляя при помощи механического устройства (штурвал или иное исполнительное устройство) щёточные траверсы являлось возможным весьма экономично управлять скоростью асинхронного двигателя переменного тока. Идея управления в общем предельно проста и будет реализована впоследствии в так называемых асинхронно-вентильных каскадах, где в цепь фазного ротора включали тиристорный преобразователь, работавший инвертором или в выпрямительном режиме. Сущность идеи — во вторичную цепь асинхронного двигателя вводится добавочная ЭДС изменяемой амплитуды и фазы с частотой скольжения. Задачу согласования частоты добавочной ЭДС с частотой скольжения ротора выполняет коллектор. Если добавочная ЭДС противонаправлена основной, производится вывод мощности из вторичной цепи двигателя с соответствующим уменьшением скорости машины, ограничение скорости вниз диктуется только условиями охлаждения обмоток). В точке синхронизма машины частота добавочной ЭДС равна нулю, то есть во вторичную цепь коллектором подаётся постоянный ток. В случае суммирования добавочной ЭДС с основной производится инвертирование добавочной мощности во вторичную цепь машины, и соответственно — разгон выше синхронной частоты вращения. Таким образом, результатом регулирования являлось семейство достаточно жёстких характеристик с уменьшением критического момента при снижении скорости, а при разгоне выше синхронной скорости — с его пропорциональным увеличением.
Определённый интерес представляет собой работа машины с несимметричным раствором щеточных траверс. В этом случае векторная диаграмма добавочной э.д.с. двигателя получает так называемую тангенциальную составляющую, делающую возможным работу с ёмкостной реакцией на сеть.
Конструкционно двигатель представляет собой обращенную машину, где на роторе уложены две обмотки: питание с питанием с контактных колец и обмотку, соединяемую посредством двух пар щеток на «фазу» со вторичной обмоткой статора. Фактически, эти две части вторичной обмотки в зависимости от положения щеточных траверс включается то согласно друг другу, то встречно. Так осуществляется регулирование.
Наибольшее развитие такие двигатели получили в 30-е годы XX века. В Советском Союзе коллекторные машины переменного тока (КМПТ) не получили сколько-нибудь заметного распространения и развития в силу повышенных требований к изготовлению коллекторно-щёточного узла и общей высокой стоимости. На территорию СССР они проникали в основном в составе приобретённого за границей оборудования и при первой возможности заменялись менее эффективными, но более дешевыми машинами постоянного тока или асинхронными двигателями с фазным ротором.
В настоящее время двигатель Шраге-Рихтера представляет интерес исключительно с точки зрения истории техники, поскольку частотные преобразователи значительно технологичнее, и не снижают механическую надëжность двигателя, не вынуждая использовать щëтки.

## Принцип действия

Картина магнитного поля при работе асинхронного двигателя. Видно скольжение ротора относительно поля

На обмотку статора подаётся переменное трёхфазное напряжение, под действием которого по этим обмоткам протекает трёхфазная система токов. Поскольку обмотки в асинхронной машине сдвинуты друг от друга в геометрическом отношении на 120 градусов, и, так как в симметричной системе токи в обмотках имеют фазовый сдвиг в 120 градусов, в таких обмотках создаётся вращающееся магнитное поле. Вращающееся магнитное поле, пересекая проводники обмотки ротора, индуцирует в них электродвижущую силу, под действием которой в обмотке ротора протекает ток, который искажает магнитное поле статора, увеличивая его энергию, что ведёт к возникновению электромагнитной силы, под действием которой ротор начинает вращаться (для более простого объяснения, можно сослаться на силу Ампера, действующую на проводники обмотки ротора, которые находятся в магнитном поле статора; однако, в действительности, величина магнитной индукции в пазу, где располагается проводник с током, достаточно мала, поскольку магнитный поток проходит преимущественно по зубцам).
Чтобы в обмотке ротора возникала ЭДС, необходимо, чтобы скорость вращения ротора отличалась от скорости вращения поля статора. Поэтому ротор вращается асинхронно относительно поля статора, а двигатель называется асинхронным. Относительная разность скорости вращения ротора от скорости вращения поля статора называется скольжением (s). Номинальное скольжение обычно составляет 2-8 %.

## Скорость вращения поля статора
При питании обмотки статора трёхфазным (в общем случае — многофазным) током создаётся вращающееся магнитное поле, синхронная частота вращения {\displaystyle n_{1}} [об/мин] которого связана с частотой питающего напряжения сети {\displaystyle f} [Гц] соотношением:
{\displaystyle n_{1}={\frac {60f}{p}}},
где {\displaystyle p} — число пар магнитных полюсов обмотки статора.
В зависимости от количества числа пар полюсов возможны следующие значения частот вращения магнитного поля статора, при частоте питающего напряжения сети 50 Гц:
| n, об/мин | {\displaystyle p} |
| --------- | ----------------- |
| 3000      | 1                 |
| 1500      | 2                 |
| 1000      | 3                 |
| 300       | 10                |

Большинство двигателей имеют 1-3 пары полюсов, реже 4. Большее число полюсов используется очень редко, такие машины имеют низкий КПД и коэффициент мощности, однако позволяют обойтись без редуктора там, где нужна невысокая частота вращения. Например, существуют даже 34-полюсные двигатели 2АСВО710L-34У1 (17 пар полюсов) для привода вентиляторов градирен (синхронная частота 176,5 оборотов в минуту).

## Режимы работы

Механическая характеристика асинхронной машины: а — режим рекуперации энергии в сеть (генераторный режим), б — двигательный режим, в — режим противовключения (режим электромагнитного тормоза)

### Двигательный режим
Если ротор неподвижен или частота его вращения меньше синхронной, то вращающееся магнитное поле пересекает проводники обмотки ротора и индуцирует в них ЭДС, под действием которой в обмотке ротора возникает ток. На проводники с током этой обмотки (а точнее, на зубцы сердечника ротора), действуют электромагнитные силы; их суммарное усилие образует электромагнитный вращающий момент, увлекающий ротор вслед за магнитным полем. Если этот момент достаточен для преодоления сил трения, ротор приходит во вращение, и его установившаяся частота вращения {\displaystyle n_{2}} [об/мин] соответствует равенству электромагнитного момента тормозному, создаваемого нагрузкой на валу, силами трения в подшипниках, вентиляцией и т. д. Частота вращения ротора не может достигнуть частоты вращения магнитного поля, так как в этом случае угловая скорость вращения магнитного поля относительно обмотки ротора станет равной нулю, магнитное поле перестанет индуцировать в обмотке ротора ЭДС и, в свою очередь, создавать вращающий момент; таким образом, для двигательного режима работы асинхронной машины справедливо неравенство:
{\displaystyle 0\leq n_{2}<n_{1}}.
Относительная разность частот вращения магнитного поля и ротора называется скольжением:
{\displaystyle s={\frac {n_{1}-n_{2}}{n_{1}}}}.
Очевидно, что при двигательном режиме {\displaystyle 0<s\leq 1}.

### Генераторный режим
Если ротор разогнать с помощью внешнего момента (например, каким-либо двигателем) до частоты, большей частоты вращения магнитного поля, то изменится направление ЭДС в обмотке ротора и активной составляющей тока ротора, то есть асинхронная машина перейдёт в генераторный режим. При этом изменит направление и электромагнитный момент, который станет тормозным. В генераторном режиме работы скольжение {\displaystyle s<0}.
Для работы асинхронной машины в генераторном режиме требуется источник реактивной мощности, создающий магнитное поле.
При отсутствии первоначального магнитного поля в обмотке статора поток создают с помощью постоянных магнитов, либо при активной нагрузке за счёт остаточной индукции машины и конденсаторов, параллельно подключённых к фазам обмотки статора.
Асинхронный генератор потребляет реактивный ток и требует наличия в сети генераторов реактивной мощности в виде синхронных машин, синхронных компенсаторов, батарей статических конденсаторов (БСК). Из-за этого, несмотря на простоту обслуживания, асинхронный генератор применяют сравнительно редко, в основном в качестве ветрогенераторов малой мощности, вспомогательных источников небольшой мощности и тормозных устройств.
Генераторный режим асинхронного двигателя используется довольно часто в механизмах с активным моментом: в таком режиме могут работать двигатели эскалаторов метро (при движении вниз), опускании груза в подъёмных кранах, в генераторном режиме также работают двигатели лифтов, в зависимости от соотношения веса в кабине и в противовесе; при этом сочетаются необходимый по технологии режим торможения механизма и рекуперация энергии в сеть с экономией электроэнергии.

### Режим холостого хода
Режим холостого хода асинхронного двигателя возникает при отсутствии на валу нагрузки в виде редуктора и рабочего органа. Из опыта холостого хода могут быть определены значения намагничивающего тока и мощности потерь в магнитопроводе, в подшипниках, в вентиляторе. В режиме реального холостого хода s=0,01-0,08. В режиме идеального холостого хода n2=n1, следовательно s=0 (на самом деле этот режим недостижим, даже при допущении, что трение в подшипниках не создаёт свой момент нагрузки — сам принцип работы двигателя подразумевает отставание ротора от поля статора для создания поля ротора. При s=0 поле статора не пересекает обмотки ротора и не может индуцировать в нём ток, а значит не создаётся магнитное поле ротора).

### Режим электромагнитного тормоза (противовключение)
Если изменить направление вращения ротора или магнитного поля так, чтобы они вращались в противоположных направлениях, то ЭДС и активная составляющая тока в обмотке ротора будут направлены так же, как в двигательном режиме, и машина будет потреблять из сети активную мощность. Однако электромагнитный момент будет направлен встречно моменту нагрузки, являясь тормозящим. Для режима справедливы неравенства:
{\displaystyle n_{2}<0,s>1}.
Этот режим применяют кратковременно, так как при нём в роторе выделяется много тепла, которое двигатель не способен рассеять, что может вывести его из строя.
Для более мягкого торможения может применяться генераторный режим, но он эффективен только при оборотах, близких к номинальным.

## Способы управления асинхронным двигателем
Под управлением асинхронным двигателем переменного тока понимается изменение частоты вращения ротора и/или его момента.
Существуют следующие способы управления асинхронным двигателем:
- реостатный — изменение частоты вращения асинхронного двигателя с фазным ротором путём изменения сопротивления реостата в цепи ротора, кроме того это увеличивает пусковой момент и повышает критическое скольжение;
- частотный — изменение частоты вращения асинхронного двигателя путём изменения частоты тока в питающей сети, что влечёт за собой изменение частоты вращения поля статора. Применяется включение двигателя через частотный преобразователь;
- переключением обмоток со схемы «треугольник» на схему «звезда» в процессе пуска двигателя, что даёт снижение пусковых токов в обмотках примерно в три раза, но в то же время снижается и момент;
- импульсный — подачей напряжения питания специального вида (например, пилообразного);
- введение добавочной ЭДС согласно или противонаправлено с частотой скольжения во вторичную цепь;
- изменением числа пар полюсов, если такое переключение предусмотрено конструктивно (только для короткозамкнутых роторов);
- изменением амплитуды питающего напряжения, когда изменяется только амплитуда (или действующее значение) управляющего напряжения. Тогда вектора напряжений управления и возбуждения остаются перпендикулярны (автотрансформаторный пуск);
- фазовое управление характерно тем, что изменение частоты вращения ротора достигается путём изменения сдвига фаз между векторами напряжений возбуждения и управления[11];
- амплитудно-фазовый способ включает в себя два описаных способа;
- включение в цепь питания статора реакторов;
- индуктивное сопротивление для двигателя с фазным ротором[12][13].